# Шамбоа
Шамбоа (фр. Chambois) насеље је и општина у северној Француској у региону Доња Нормандија, у департману Орн која припада префектури Аржантан.
По подацима из 2011. године у општини је живело 422 становника, а густина насељености је износила 50,84 становника/km². Општина се простире на површини од 8,3 km². Налази се на средњој надморској висини од 110 метара (максималној 156 m, а минималној 89 m).

## Демографија
| 1962. | 1968. | 1975. | 1982. | 1990. | 1999. | 2011. |
| ----- | ----- | ----- | ----- | ----- | ----- | ----- |
| 550   | 597   | 555   | 520   | 499   | 475   | 422   |

График промене броја становника у току последњих година